# Silviu Ploeșteanu
Silviu Ploeșteanu, né le 28 janvier 1913 à Craiova (en Roumanie) et mort le 13 avril 1969 à Brașov, était un joueur et entraîneur de football roumain.

## Biographie
Durant sa carrière de club, il évolue notamment à l'UD Reșița, à l'Universitatea Cluj, au Venus FC Bucarest et à l'UA Brașov.
Au niveau international, il joue 11 matchs et inscrit un but avec la Roumanie.
Il entraîne ensuite le Steagul Roșu Brașov, le Tractorul Brașov et l'équipe de Roumanie de football.

## Palmarès

### Joueur

#### UD Reșița
- Champion de Roumanie en 1931

#### Universitatea Cluj
- Vice-Champion de Roumanie en 1933
- Finaliste de la Coupe de Roumanie en 1934

#### Venus Bucarest
- Champion de Roumanie en 1939 et 1940
- Finaliste de la Coupe de Roumanie en 1940

### Entraîneur

#### Steagul Roșu Brașov
- Champion de Roumanie de D2 en 1956 et 1968
- Vice-Champion de Roumanie en 1960
- Vainqueur de la Coupe des Balkans en 1961